# Le Baizil
Le Baizil település Franciaországban, Marne megyében. Lakosainak száma 271 fő (2022. január 1.). Le Baizil Festigny, Saint-Martin-d’Ablois, Brugny-Vaudancourt, Corribert, Igny-Comblizy, Mareuil-en-Brie és Montmort-Lucy községekkel határos.

## Népesség
A település népességének változása:
| Lakosok száma | 344  | 257  | 255  | 259  | 260  | 261  | 253  | 251  | 249  | 271  |
|               | 1968 | 1982 | 1990 | 2006 | 2013 | 2015 | 2017 | 2019 | 2020 | 2022 |